# Hannelore Spaeth
Hannelore Spaeth ( 1934-1998 ), botánica alemana, trabajó extensamente con el género Ophrys de la familia orquídeas.
- La abreviatura «H.Spaeth» se emplea para indicar a Hannelore Spaeth como autoridad en la descripción y clasificación científica de los vegetales.[2]